# Вален (Бельгія)
Вален (валлон. Walin) — муніципалітет Валлонії, розташований у бельгійській провінції Валлонський Брабант. Він складається з колишніх муніципалітетів Ніль-Сен-Венсан-Сен-Мартен, Турен-Сен-Ламбер і Вальхайн-Сен-Поль.
Бельгійський національний географічний інститут, бельгійська національна картографічна служба, підрахував, що географічний центр Бельгії лежить у цьому муніципалітеті, у Ніль-Сент-Вінсенті на 50°38′28″ пн. ш. 4°40′05″ сх. д. / 50.64111° пн. ш. 4.66806° сх. д..

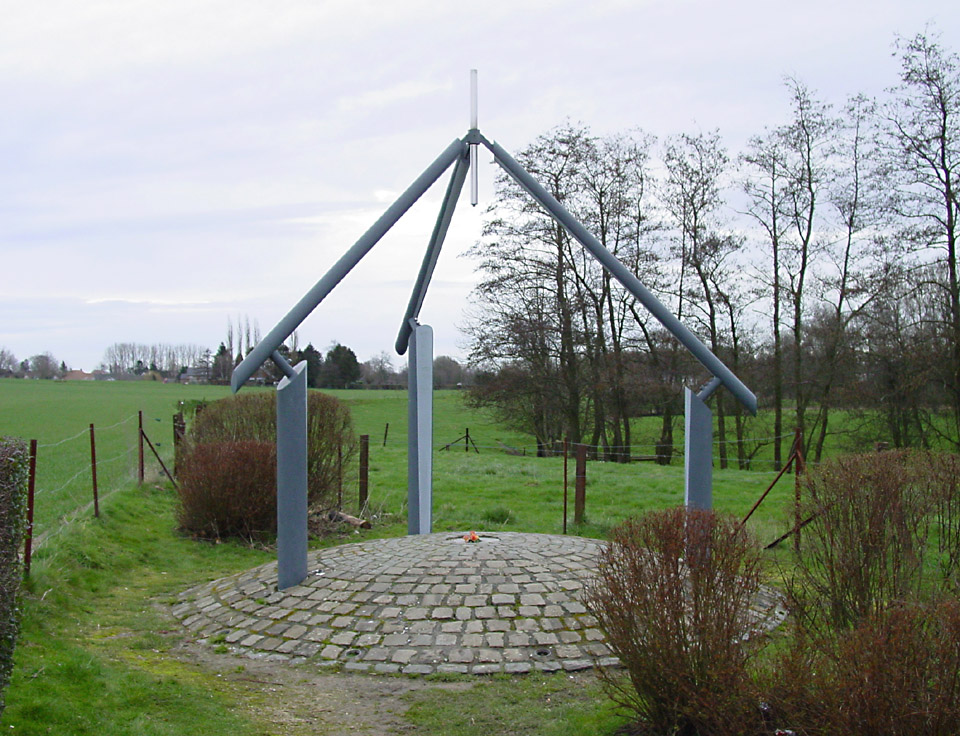
Центр Бельгії